# Hiatomyia hecate
Hiatomyia hecate är en tvåvingeart som beskrevs av Hull och Fluke 1950. Hiatomyia hecate ingår i släktet Hiatomyia och familjen blomflugor.
Artens utbredningsområde är Oregon. Inga underarter finns listade i Catalogue of Life.